# Ariel Damián Cólzera
Ariel Damián Cólzera (* 15. dubna 1986) je argentinský fotbalový záložník.
Mimo Argentinu hrál v České republice a Chile.

## Klubová kariéra
Působil i v české Gambrinus lize, jako nadějného mladého fotbalistu si ho do svého kádru přivedly Teplice, ale Cólzera během jediné sezony 2005/06 odehrál pouze dvě utkání a do prvního týmu se tedy neprosadil. Poté už do bojů v české lize nezasáhl ani v jiném týmu.